# Pascoe-Gletscher
Der Pascoe-Gletscher ist ein 2,5 km langer Kargletscher im ostantarktischen Viktorialand. In der Convoy Range fließt er vom nördlichen Ende der Staten Island Heights in das Greenville Valley.
Der neuseeländische Geologe Christopher J. Burgess, Leiter einer von 1976 bis 1977 dauernden Kampagne im Rahmen der neuseeländischen Victoria University’s Antarctic Expeditions, benannte ihn. Namensgeber ist der neuseeländische Bergsteiger und Buchautor John Dobrée Pascoe (1908–1972).